# Пантелькин, Анатолий Александрович
Анатолий Александрович Панте́лькин (15 сентября 1919 года — 14 марта 1945 года) — командир эскадрильи 116-го истребительного авиационного полка 295-й истребительной авиационной дивизии 17-й воздушной армии 3-го Украинского фронта, майор, Герой Советского Союза.

## Биография
Пантелькин Анатолий Александрович родился 15 сентября 1919 года в деревне Веселовка ныне Фёдоровского района Башкирии.
Русский. Член ВКП(б) с 1944 года. В 1935 году окончил 7 классов и в 1936 году — школу фабрично-заводского обучения в городе Златоусте Челябинской области, работал токарем на мелькомбинате в городе Стерлитамаке (Башкирия). Одновременно посещал курсы пилотов Осоавиахима.
В Красную Армию призван в 1940 году Стерлитамакским горвоенкоматом Башкирской АССР, и в числе 30 добровольцев по комсомольской путёвке направлен на учёбу в Сталинградскую военную авиационную школу пилотов, которую окончил в 1941 году.
На фронтах Великой Отечественной войны с января 1943 года.

## Подвиг
«Командир эскадрильи 116-го истребительного авиационного полка (295-я истребительная авиационная дивизия, 17-я воздушная армия, 3-й Украинский фронт) капитан Пантелькин А. А. к середине января 1945 года совершил 270 боевых вылетов (на разведку войск противника и охоту — 26, прикрытие наземных войск — 84, сопровождение штурмовиков и бомбардировщиков — 160).
Участвовал в 49 воздушных боях, лично сбил 16 самолётов противника. Штурмовыми действиями и бомбометанием уничтожил и повредил 5 танков, 30 автомашин с военными грузами, поджёг 3 железнодорожных эшелона и уничтожил до 150 солдат и офицеров противника. Руководимая капитаном Пантелькиным А. А. эскадрилья с марта 1944 года по январь 1945 года произвела 517 боевых вылетов. В воздушных боях сбито 29 самолётов противника. Штурмовыми действиями и бомбометанием уничтожено и повреждено 6 танков, 67 автомашин, 2 цистерны с горючим, 10 железнодорожных вагонов, 3 склада с боеприпасами и горючим, уничтожено до 580 солдат и офицеров противника».
Указом Президиума Верховного Совета СССР от 18 августа 1945 года за умелое командование эскадрильей, образцовое выполнение боевых заданий командования и проявленные при этом геройство и мужество капитану Пантелькину Анатолию Александровичу посмертно присвоено звание Героя Советского Союза.
А. А. Пантелькин погиб при выполнении боевого задания 14 марта 1945 года под Будапештом (Венгрия). Похоронен на кладбище венгерского села Пикш.
К моменту гибели выполнил 306 боевых вылетов, провёл 56 воздушных боёв, лично сбил 19 самолётов врага.

## Память
- Именем Героя Советского Союза А. А. Пантелькина названа улица в городе Стерлитамаке.
- На доме в Стерлитамаке, где жил Пантелькин, установлена мемориальная доска.
- Мемориальная доска Пантелькину Анатолию Александровичу установлена на мемориальном комплексе славы в городе Златоуст Челябинской области.

- Мемориальная доска в городе Златоуст Челябинской области.

## Награды
- Медаль «Золотая Звезда» Героя Советского Союза (18.08.1945)[2][8].
- Орден Ленина (18.08.1945).
- Орден Красного Знамени (30.07.1943)[9].
- Орден Красного Знамени (06.03.1944)[10].
- Орден Александра Невского (20.09.1944)[11].
- Орден Отечественной войны 2-й степени (23.04.1945)[12].
- Орден Красной Звезды (11.02.1943)[13].
- Медали.